# DAF 33
La DAF 33 è un'automobile prodotta dalla Casa olandese DAF tra il 1967 e il 1974. Succede alla DAF Daffodil 32, e con essa si abbandona l'uso del nome Daffodil; tuttavia è affine tecnicamente al modello precedente e da questo è distinta esteriormente solo da una striscia cromata sul frontale.